# 拉加里·哈桑·切萊比
拉加里·哈桑·切萊比（土耳其語：Lagâri Hasan Çelebi）是一名鄂圖曼帝國的飛行員，根據與其生活在同時代的旅行家愛維亞·瑟勒比所撰寫的著作中，記錄了拉加里成功地完成搭乘火箭飛行之壯舉。

## 歷史記載
愛維亞·瑟勒比於他的作品旅行之書中提到，1633年，拉加里·哈桑·切萊比自伊斯坦堡托普卡匹皇宮下方的萨拉基里奥角，登上一座裝有7支飛行翼的火箭，並在50奧克（140磅）火药的幫助下成功飛上天空，據說這次飛行是為了慶祝蘇丹穆拉德四世女兒出生而舉辦的活動。愛維亞·瑟勒比生動地描述道，拉加里於發射前大聲宣佈：“我的苏丹啊！我将您托予真主，我将去与尔萨对话了！”在他搭乘火箭升空後，拉加里安然降落於海中，並順利游泳上岸，之後他開玩笑地向穆拉德四世說到：“我的苏丹，先知尔萨向您致以问候！”穆拉德四世為此賜給了拉加里許多銀幣以及一階奥斯曼帝国军队中西帕希騎兵的軍銜作為他的獎賞。
除了拉加里火箭飛行的軼事外，愛維亞·瑟勒比另提及拉加里的兄弟赫扎芬·艾哈邁德·切萊比於此前一年乘坐無動力滑翔機飛越博斯普魯斯海峽的事蹟。

## 大眾文化
1996年發行的電影我雙翼下的伊斯坦堡講述了拉加里·哈桑·切萊比與赫扎芬·艾哈邁德·切萊比兄弟兩人的飛行故事，以及鄂圖曼帝國於17世紀初的社會百態。
2009年11月11日，電視節目流言終結者在「墜車大爆炸」一集中進行實驗希望能驗證這則傳說。但是，實驗小組指出，愛維亞·瑟勒比並未完整記錄下拉加里·哈桑·切萊比確切的火箭設計樣式，且認為對一名身處17世紀而手邊沒有任何現代鋼合金與焊接技術的人來說，要安全的飛行甚至是平安降落著陸是一件「極度困難」達成的目標，而在節目中，儘管實驗小組重新構想並設計的火箭成功升空，但火箭最終仍於飛行中起火燃燒以失敗收場。